# Marc Allégret
Marc Allégret, francoski filmski režiser, * 22. december 1900, † 3. november 1973.
Allegret je znan kot filmski režiser lahkih, zabavnih filmov.

## Dela
- Potovanje v Kongo
- Žensko jezero